# 河亶甲
河亶甲（かたんこう）は殷朝の第12代王。太戊の子。外壬の弟。
初め隞（囂）に都したが、相に遷都した。また在位中に藍夷・班方といった異民族を討った。河亶甲の在世中に殷は再び衰微した。